# Slaget ved Alnwick (1093)
|  | For slaget i 1093. For slaget i 1174 se Slaget ved Alnwick (1174). |
Slaget ved Alnwick var et slag der foregik den 13. november 1093 mellem Malcolm 3. af Skotland, også kendt som Malcolm Canmore, og Robert Mowbray fra Kongeriget England nær byen Alnwick i Northumberland, England. Malcolm blev dræbt under slaget.

## Baggrund
Da Vilhelm 2. af England, også kendt som Vilhelm Rufus, kom til magten, var kontrollen ove rdet nordlige Nurthumbria stadig et åbent spørgsmål. Vilhelm satte sig for at afslutte denne strid ved at udpeje stærke baroner, der kunne kontrollere dette grænseområde, og forhindre skotsk indtrængen. Tilsyneladende har Malcolm Canmore haft ambitioner om at indtage både Cumbria og Northumbria, og i maj 1091 invaderede han Northumbria og belejrede Durham. Wilhelm rufus blev tvunget til at lede en stor hær mod nord, for at møde denne trussel. Han avancerede helt ind i Skotland, go Malcolm trak sine tropper tilbage. Der blev forhandlet en fred, og Vilhelm trak sine tropper sydpå igen.
Det følgende år styrkede Vilhelm sin position i Cumbria for at forhindre fremtidige skotske invasioner her.
De præcise begivenheder, som forårsagede invasionen, er uklare, men i november 1093 ledte Malcolm en hær ind i Northumbria og begyndte at belejre Alnwick.

## Slaget
På dette tidspunkt var Robert de Mowbray jarl af Northumbria, efter at være blevet benådet oven på oprøret i 1088 mod Vilhelm 2.. Han styrede også Bamburgh Castle, der var en fæstning på Northumbria kyst. Mowbray havde ikke en stor nok styrke til at kunne stoppe den skotske hær i et åbent slag. Han satte dog ud for at forsøge at hæve belejringen for Alnwick. Han ankom med sine tropper den 13. november, hvor han overraskede den skotske hære, og de engelske riddere angreb dem neden for Alnwicks volde.
Både Malcolm Canmore og hans søn Edward blev dræbt under slaget. Det efterfølgende forår blev ekndt som “Malcolm’s Spring” (Malcolms forår) eller “Malcolm’s Well” (Malcolms brønd). Med Malcolms død var den skotske hær nu uden leder, og drog tilbage til Skotland. Malcolm og hans søn lig blev begravet i Tynemouth Priory. Der er usikkerhed om Malcolms jordiske rester blev genbegravet i Dunfermline Abbey.

## Efterspil
Malcolms død blev snart fulgt hans dronning, Margarethes død. Med både Malcolm og hans umiddelbare arvings død opstod der død en diskussion arvefølgen mellem han overlevende sønner og han yngre bror, Donald Bane. Donald blev konge, men en borgerkrig blev startet af Malcolms sønner, der forsøgte at overtage tronen. Manglen på en stærk konge i Skotland passede Vilhelm 2. udmærket, da det gav ham ro til at styre England.
Robert de Mowbray, der havde besejret Malcolm, blev senere en del af en konspiration mod Vilhelm 2. i 1095, og som et resultat blev han frataget sine titler, og smidt i fængsel i resten af hans liv.
En stor mindesten blev opstillet for at markere stedet for slaget, nord for Alnwick. I 1774 blev den erstattet af et udhugget kors kaldet Malcolm's Cross, som grevinden af Northumberland opstillede.